# 紅毛港 (新竹縣)
紅毛港，是台灣新竹縣新豐鄉的一個傳統地域名稱，位於該鄉西部。相較於今日行政區，其範圍大致與新豐村相近。

## 地名由來
紅毛港係因當地地處青埔溪、茄苳溪匯入新豐溪的溪口形成之良港，故名；另有一說是相傳於荷蘭人曾占領該地之港口，而得其名。其古港區在今池和宮一帶，聚落形成在今日新豐村紅毛、大庄，是新豐鄉最早的聚落。清治時期時紅毛港為北部重要港口之一，後期因港口多年為土砂壅塞，海舶難於進口，航運價值漸失。今日紅毛港南岸擁有豐富的紅樹林生態，因而規劃成遊憩區。此外，曾在紅毛港附近挖掘出新石器時代中期的考古遺址。

## 地勢
紅毛港周圍丘陵環繞，南有鳳鼻山突出於海，北有小丘。紅毛港出入口小，而港內較寬，青埔溪、茄苳溪流入港內，成為細長小港灣。古時港內滿潮時，水深可達八尺左右。

## 歷史

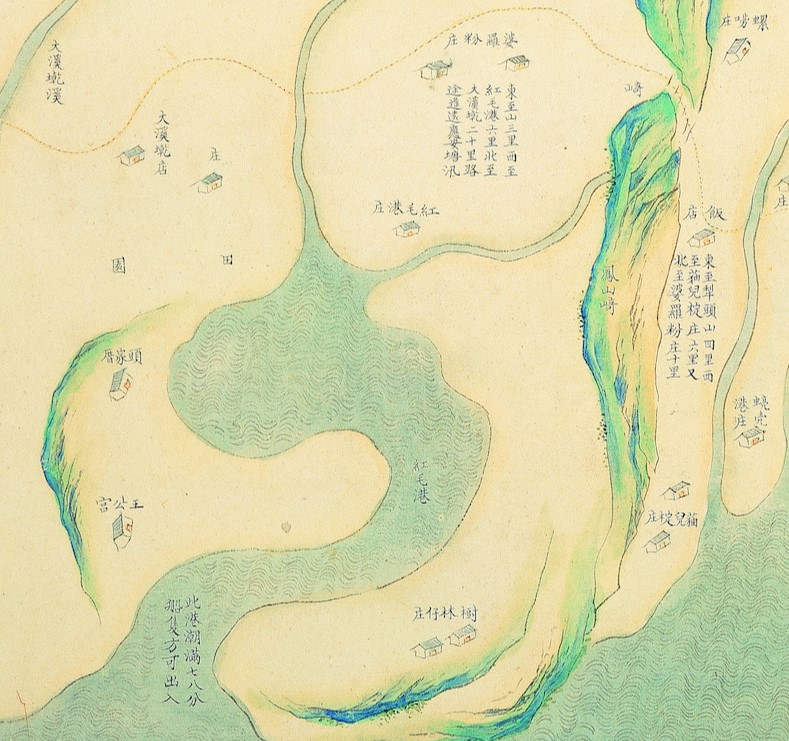
《乾隆台灣輿圖》紅毛港，此時池和宮（王公宮）和新庄子（紅毛港庄）已經出現在地圖上了

公元1646年間，荷蘭人因船破而於此地登岸，且似乎在當地占據一段時間。《新竹廳誌》曾記載：
「紅毛港在紅毛溪口，古昔為屈指港灣，有荷蘭、鄭氏等人，寄船舶口碑。」
明鄭時期，相傳鄭軍北伐至此處，荷蘭人因此遭到驅離，當時漢人對荷蘭人等都泛稱紅毛番，而把港口命名為紅毛港。除了這個說法外，關於紅毛港的命名來由還有其他說法，包括昔時有生番數人架小屋居港南鳳鼻尾附近，其髮紅，故將本港稱為紅毛港。另一說嘉慶年間英國人採購樟腦在此港運出，故人稱該港曰紅毛港，但此說不可信，因《乾隆臺灣輿圖》就已記載紅毛港之地名。
清初時，紅毛港為北部對大陸地區主要的出納港口之一，出口以樟腦、米、茶等為大宗，並進口肥料、棉花、布、酒等等，成為西北沿岸台灣物資集散地之一，是當地客家移民主要登陸地點。根據史載，紅毛港也為康熙時官道(外港道)之上。台灣開港以後，英國商人來台貿易，紅毛港成為樟腦買賣市場，商業興榮，繁華一時，使稅釐總局在附近的新庄子設置分局，徵收船貨釐金，而道光年間當地仕紳還在紅毛港畔興建池府王爺廟。
紅毛港當時也為重要的軍事要地，清代時曾在紅毛港的南邊紅崎頂設置砲台，在當地駐守300名炮兵和300名步兵。中法戰爭時，法國艦隊曾對紅毛港附近的新庄子炮擊，但未受毀滅性破壞。之後為因應日本的擴張意圖，於1893年時在紅毛港北邊的公館崎興建新炮台。
從清道光以後，港口逐漸淤塞，至清末船隻難於入港，航運功能漸失。如今港灣泥沙淤積，部分港灣內今日己被墾為良田及池塘，目前僅在下游有規模很小的漁港。

## 紅毛港考古遺址
1953年5月，新竹縣文獻會委員郭輝在紅毛港發現黑色「磨製石刀」斷片及史前繩紋陶器碎片，深受考古學界重視，文化遺物主要是紅色、褐色、淡褐色的夾沙陶。器型為侈口鼓腹的罐形器，口緣通常外侈低矮，少量帶有圈足，通常從頸部以下器身佈滿拍印的繩紋。石器以農業用具日常生活用具為主。應屬於新石器時代中期廣義的「繩紋紅陶文化時期」紅毛港類型，為新竹地區所發現最大的考古遺址。

## 生態遊憩園區

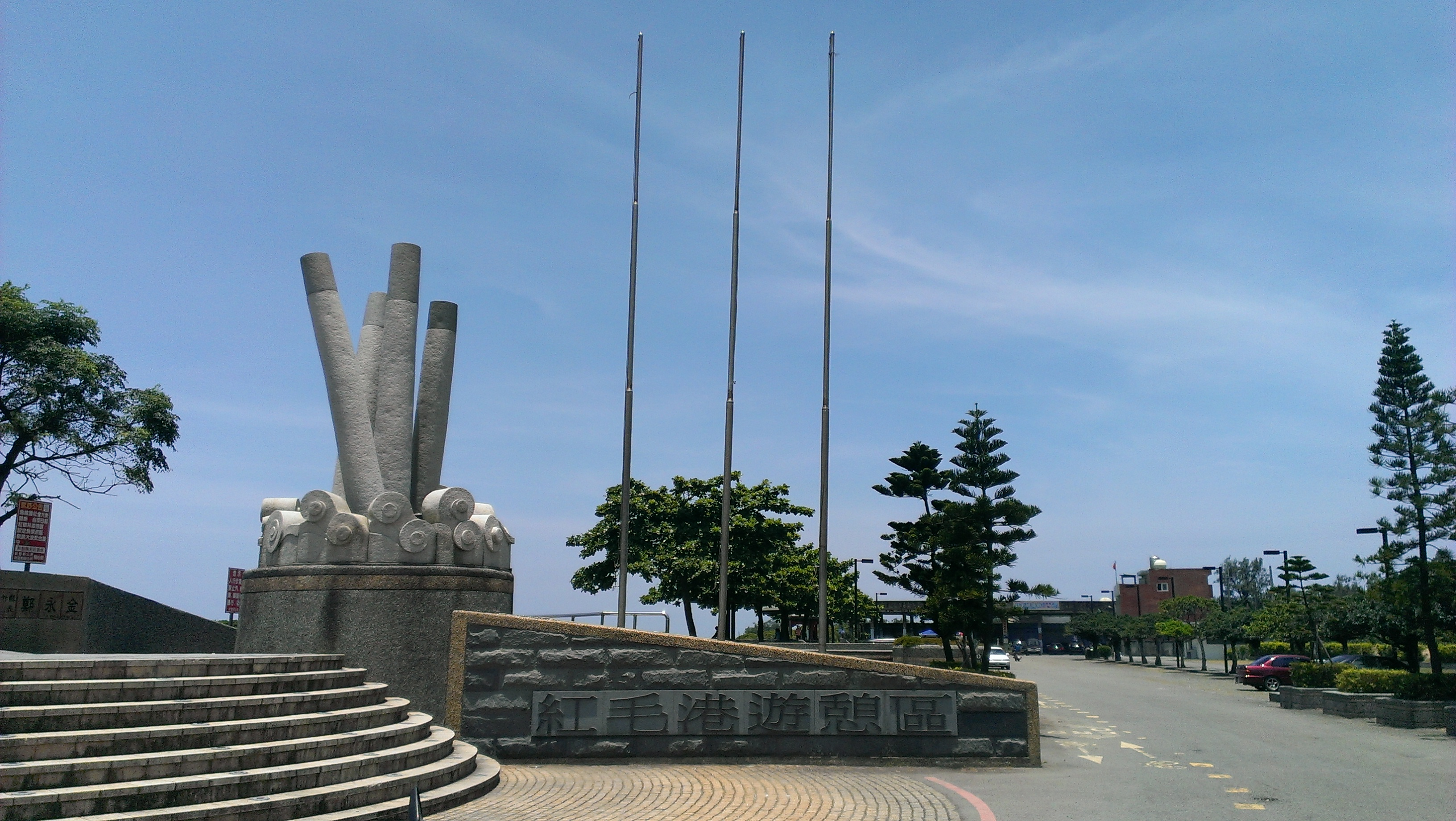
紅毛港遊憩區

位於紅毛港下游的出海口南北兩岸，分布繁榮茂盛的紅樹林，林相相當完整，是北台灣地區唯一可以同時觀賞水筆仔、海茄苳混生的紅樹林生態園區，具有極高的保護價值。並在當地規劃紅毛港遊憩區，區內建有跨越南北兩岸的拱橋，以及原木棧道、觀景亭…等設施，藉此更深入觀察紅樹林生態和各類蟹、魚、貝等生物的動態，是具有生態觀光條件的紅樹林生態園區。